# Erethizon
Erethizon és un gènere de rosegadors de la família dels porcs espins del Nou Món. El seu únic representant vivent és el porc espí nord-americà (E. dorsatum), que aparegué durant el Plistocè. Els animals d'aquest grup es defensen amb espines, però com que no en tenen al ventre, aquesta part del cos és vulnerable als atacs de depredadors com ara les martes, els linxs rojos i els pumes.